# Edd China
Edd China, właściwie Edward John China (ur. 9 maja 1971 w Londynie) – brytyjski specjalista motoryzacyjny, występujący w angielskiej telewizji i radiu. Mieszka i pracuje w Hampshire.
Kształcił się w King Edward’s School w Witley. ma tytuł inżyniera projektowania produktu, zdobyty na London South Bank University.
Pojawiał się, między innymi, w programach Auto Trader i Fani czterech kółek, które prowadził wraz z prezenterem telewizyjnym Mikiem Brewerem. Odszedł z programu Fani Czterech Kółek w 2017 z powodu innej wizji programu niż producenci (skrócenie do minimum części programu prezentującej w szczegółach pracę Edda przy naprawach części samochodów czy ich renowacji – zamiast ich samej wymianie, co nie spodobało się prowadzącemu, gdyż dla niego był to cały cel tego programu i jego wizytówka, która niosła ze sobą też wymiar edukacyjny). Wystąpił także w programie Top Gear, gdzie pokazał Rovera 800 (kupionego za 200 funtów), który został wyposażony w fotel katapultowy i inne gadżety za jedynie 100 funtów. Dwupiętrowe samochody w Top Gear (sezon 11, odcinek 6: British vs Germans) również zostały wyprodukowane przez Edda Chinę.
Jest dyrektorem swojego własnego przedsiębiorstwa Cummfy Banana Limited, założonego w marcu 1999. Firma zajmuje się projektowaniem i produkcją unikatowych pojazdów dla reklam oraz na różne okoliczności (śluby, bale) oraz do celów promocyjnych.
Edd China jest posiadaczem rekordu Guinnessa w kategorii „najszybsze biuro”. Jego konstrukcja rozpędziła się do 140 km/h.
W Polsce jest on znany z programu Fani czterech kółek, emitowanego w Discovery Channel.

## Światowe rekordy Guinnessa
| Data             | Kategoria                                  | Rekord                                    | Status                  |
| ---------------- | ------------------------------------------ | ----------------------------------------- | ----------------------- |
| 1998             | najszybszy mebel                           | 140 km/h (87 mph)                         | pobity przez Edda Chinę |
| 9 listopada 2005 | największy zmotoryzowany wózek na zakupy   | 2,99 × 1,80 × 3,47 m (dł. × szer. × wys.) | aktualny                |
| 9 listopada 2006 | najszybsze biuro                           | 140 km/h (87 mph)                         | aktualny                |
| 11 maja 2007     | najszybszy mebel                           | 148 km/h (92 mph)                         | aktualny                |
| 19 sierpnia 2020 | najszybsza elektryczna ciężarówka z lodami | 118 km/h (73 mph)                         | aktualny                |